# Авијатик D.VI
Авијатик D.VI је немачки ловачки авион. Први лет авиона је извршен 1918. године. 

Због проблема са мотором и кашњења није ушао у серијску производњу.
Највећа брзина у хоризонталном лету је износила 188 km/h. Размах крила је био 9,66 метара а дужина 6,10 метара. Маса празног авиона је износила 750 килограма а нормална полетна маса 940 килограма. Био је наоружан са два синхронизована митраљеза ЛМГ 08/15 Шпандау (LMG 08/15 Spandau) калибра 7,92 mm.

## Наоружање
Авион Авијатик D.VI је био наоружан са два фиксна синхронизована митраљеза LMG 08/15 Spandau калибра 7,92 mm која су гађала кроз обртно поље елисе.
| Наоружање авиона: Авијатик     |      |
| Ватрено (стрељачко) наоружање  |      |
| Топ                            |      |
| Митраљез                       |      |
| Број и ознака митраљеза        | 2 х  |
| Калибар                        | 7,92 |
| Бомбардерско наоружање (бомбе) |      |
| Ракетно наоружање (ракете)     |      |

## Земље које су користиле авион
- Аустроугарска
- Немачко царство